# شعب الألتاي
شعب الألتاي هم شعب تركي يعيش في جمهورية ألتاي السيبيرية وألتاي كراي في روسيا. ويعيش عدد صغير من شعب الالتاي أيضًا في منغوليا وشمال شينجيانغ بالصين ولكن لم يتم الاعتراف بهم رسميًا كجماعه مستقلة. وللإطلاع أكثرعلى تسميات عرقية بديلة، انظر أيضًا لكلا من: Teleut و Tele و Telengit و Black Tatar وOirats . وكان شعب الالتاي تحت حكم أسرة يوان الشمالية في فترة حكمهم في منغوليا في المنطقة الإدارية المعروفة باسم مقاطعة تلينجيد.
يتمثل شعب الالتاي في مجموعتين اثنوغرافيتين: 
- مجموعة الالتاي الشماليين بما فيهم التوبلار (شعب التوبا كيزهي)، والتشيلكانز والكوماندين.
- مجموعة الالتاي الحنوبيين بالإضافة إلى الالتاين (التاي الكيزهي)، وتيليت وتلنجيد، وكانت تضم سابقا تيليسي والذين تم دمجهم حاليا مع التلينجيدين.

تم تقسيم منطقة الالتاي بين الالتاي الجنوبيين والشماليين على أساس قبائل الكيميك - الكيبشاك. 

## تاريخ
تشير الدلائل اللغوية والجينية والأثرية الحديثة إلى أن الشعوب التركية الأقدم انحدرت من المجتمعات الزراعية في شمال شرق الصين والذين انتقلوا غربا إلى منغوليا في أواخر الألفية الثالثة قبل الميلاد، حيث تبنوا أسلوب حياة رعوي.      وبحلول أوائل الألفية الأولى قبل الميلاد، أصبحت هذه الشعوب بدو رحَل.  وعلى ما يبدو أن في القرون اللاحقة، تم استبدال سكان السهوب في آسيا الوسطى تدريجيا وضمهم مع الشعب التركي من قبل بدو الاتراك الرحل في شرق آسيا والذين هاجروا من منغوليا. 
وكانت هناك مستوطنات عرقية غير متجانسة خلال العصر البرونزي والعصر الحديدي في المنطقة التي يعيش فيها شعب ألتاي اليوم. ولكن منذ القرن الخامس قبل الميلاد وما بعده استقرت الشعوب التركية في المنطقة وسرعان ما بدأت في الاندماج مع السكان السابقين. وتم غزو المنطقة بعد ذلك أو أصبحت ضمن دائرة نفوذ كلا من: اتحاد شيونغنو وخانات الروران و وخانات الترك وإمبراطورية الأويغور وينيسي قيرغيزستان. وخلال هذه الفترات الزمنية، أصبح السكان المحليون في المنطقة أتراكا ثقافيا ولغويا.
ووفقًا لإحدى الدراسات في عام 2016، استوعب شعب الالتاي، وبالتحديد بعض سكان الالتاي الجنوبيين، سكان ينيسي قيرغيزستان المحليين والذين كانوا على صلة وثيقة بمجموعات باليو اسكيمو.
ومن القرن الثالث عشر إلى القرن الثامن عشر، سيطر المغول على شعب ألتاي سياسيًا وثقافيًا. ويمكن تتبع أصل الألتاي الجنوبيين خلال هذه الفترة من نتيجة الاختلاط بين قبائل كيبتشاك والمغول. بينما يعود أصل الألتاي الشماليون نتيجة اندماج القبائل التركية مع السامويد، وكيتس ومجموعات سيبيرية أخرى. 
تم ضم شعب الالتاي من قبل أربعة مجموعات من المغول الغربيين في القرن السادس عشر. واطلقوا المغول عليها اسم «تيلنجيد» أو «محاكم الأقاليم» في فترة حكم سلالة يوان الشمالية بالمنطقة المعروفة باسم مقاطعة تيلنجيد.وتم إخضاع شعب الالتاي من قبل سلالة تشينغ عقب سقوط حكم خانات زانقهار في القرن ال18، والتي تشير إليهم بوصفها ألتاي أوريانخاي. مع أن شعب الالتاي لا تربطهم صلة جينية بـ الأوريانخاي، والتي هي مجموعة عرقية مستقلة مجاورة للمغول. 
وكان الألتاي على اتصال مع الروس في القرن الثامن عشر. وفي الفترة القيصرية، عُرف الألتاي باسم أويروت أو أوياروت . ويتقل عن الألتاي أن الكثيرين منهم أصبحوا مدمنين على مشروب الفودكا الكحولي الروسي، والذي أطلقوا عليه اسم «ماء النار».
وفيما يتعلق بالدين، ظل بعض الألتاي شامانيين وتحول آخرون (في موجة توجه بدأت في منتصف القرن التاسع عشر) إلى الكنيسة الأرثوذكسية الروسية. وتم تطوير مهمة الألتاي تحت قيادة القديس مكاري جلوخاريف († 1847)، والمعروف باسم «رسول الألتاي».[بحاجة لمصدر] وفي عام 1904، نشأت حركة دينية تسمى Ak Jang أو البورخانية بين شعب الألتاي.
وقبل عام 1917، كان يُنظر إلى شعب الألتاي على أنهم مزيج من العديد من المجموعات العرقية المختلفة.
وفي مطلع ثورة عام 1917 ، حاول الألتاي جعل منطقتهم جمهورية بورخانية منفصلة تسمى أوياروت. وأدى دعمهم للمناشفة خلال الحرب الأهلية إلى انهيار المشروع بعد انتصار البلاشفة وصعود جوزيف ستالين لاحقًا. وفي الأربعينيات من القرن الماضي، أثناء الحرب العالمية الثانية، وعندما كان يدير جوزيف ستالين العديد من عمليات الإبادة، اتهمت حكومته الألتاي بأنهم مؤيدون لليابان. وأُعلن فيما بعد أن كلمة «أوياروت» هي كلمة معادية للثورة. وبحلول عام 1950، أدت سياسات التصنيع والتنمية السوفيتية في المنطقة إلى هجرة عدد كبير من الروس إلى هذه الجمهورية، مما أدى إلى خفض نسبة الالتاي في إجمالي السكان من 50٪ إلى 20٪. وفي أوائل القرن الحادي والعشرين، كان الألتاي العرقيون يشكلون حوالي 31٪ من سكان جمهورية الألتاي. 

وفي الوقت الحاضر، يتم التعبيرعن المصالح الخاصة بالألتاي والدفاع عنها من قبل رابطة الإثنوز الشمالية في ألتاي. 

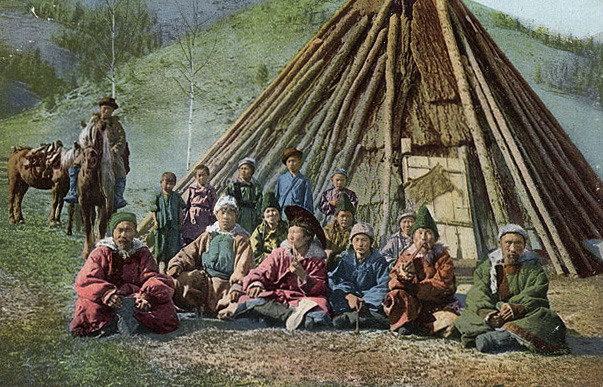
شعب التاي
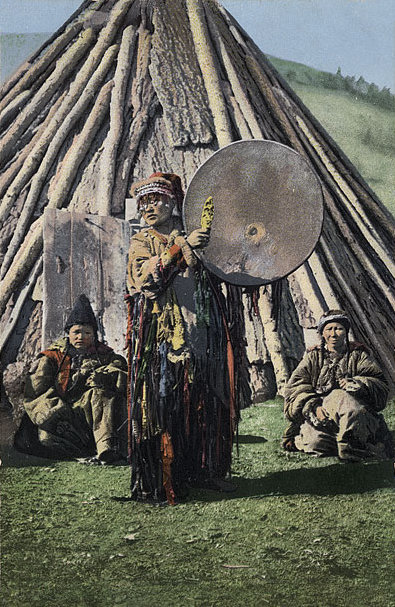
ألتاي شامان
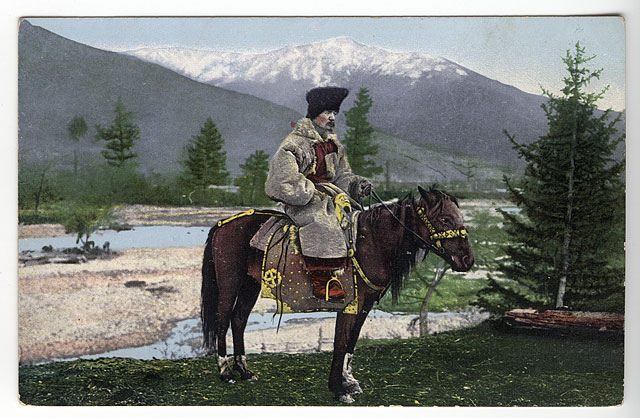
رجل Altai في بدلة وطنية على الحصان
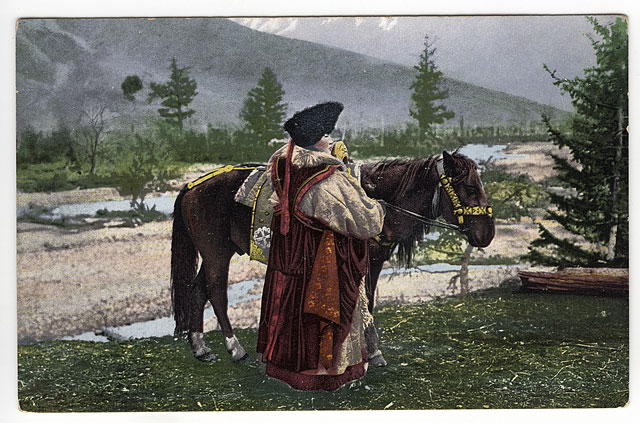
امرأة التاي بالزي الوطني
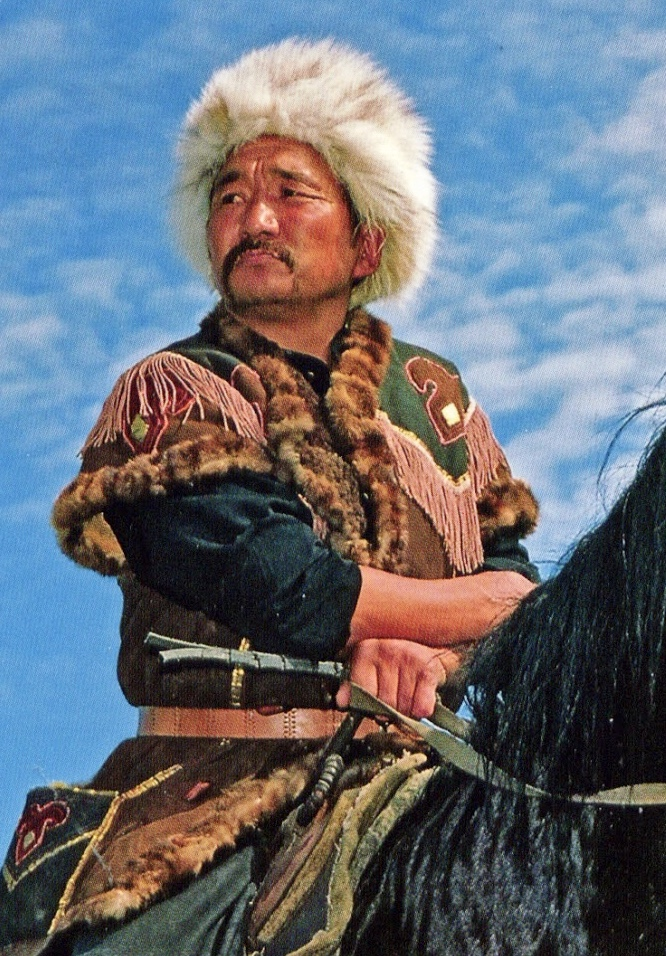
الفارس Altaian
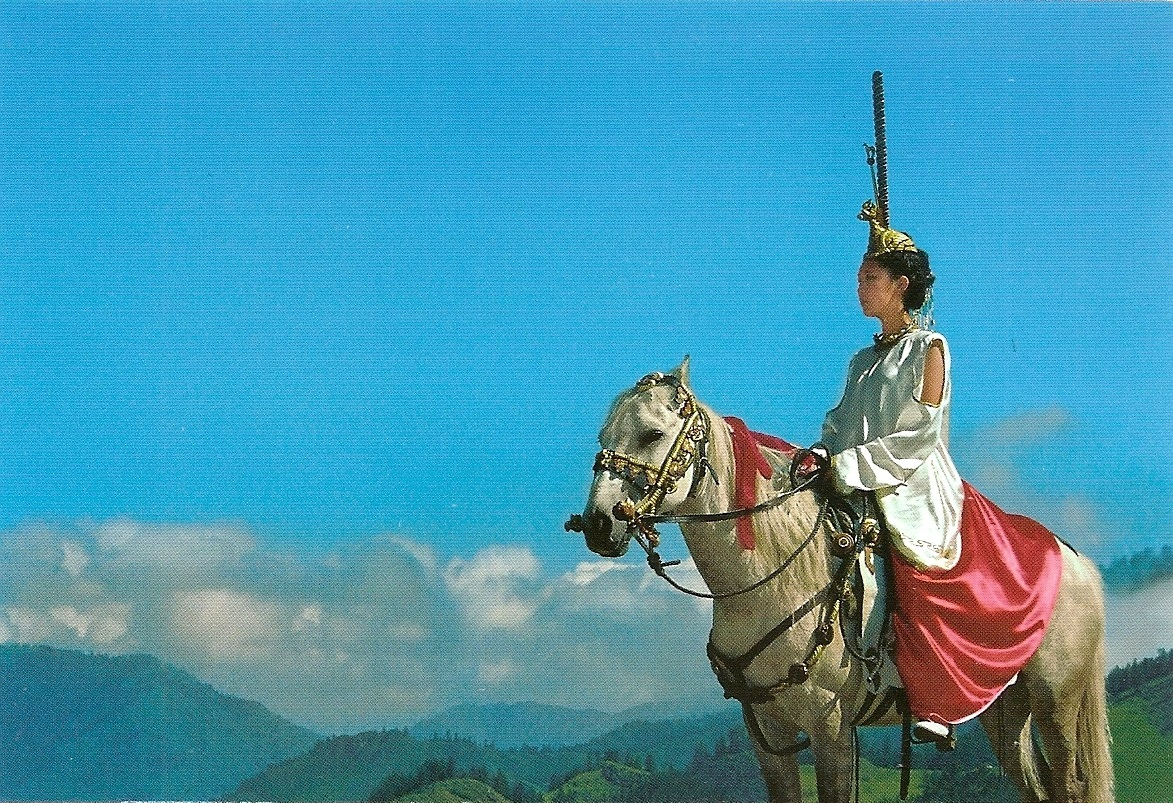
امراة التايان

## التركيبة السكانية
وفقًا للتعداد الروسي لعام 2010، كان هناك ما مجموعه 69,963 من الألتاي الذين أقاموا داخل جمهورية Altai. ويمثل هذا 34.5٪ من إجمالي سكان الجمهورية، مقارنة بـ 56.6٪ من أصول روسية، وتشكل العائلات الألتية الأغلبية في قرى معينة فقط. ومع ذلك، لا تزال الثقافة الألتية هي الثقافة المحلية السائدة بين الناس والمجتمعات.

## الحضارة

### نمط الحياة التقليدي
كان أغلب الألتاي الجنوبيون من البدو الرحل أو شبه الرحل من أصحاب الماشية. حيث قاموا بتربية الخيول والماعز والأغنام والماشية. وانخرط الألتاي الشماليون بشكل رئيسي في الصيد كأسلوب أساسي من أساليب معيشتهم. وكانت فرائسهم الرئيسية حيوانات من التايغا (الغابات الشمالية). ومع ذلك، شارك بعضالألتاي أيضًا في الزراعة على نطاق ضيق والتجميع وصيد الأسماك. 

### مساكن
عاش معظم سكان ألتاي الجنوبية تقليديا في الخيام. حيث بنى العديد من سكان الألتاي الشماليين خياما متعددة الأضلاع بأسقف مخروطية الشكل مصنوعة من جذوع ولحاء الأشجار. وعاش بعض ألتاي كيجي أيضًا في أكواخ من الطين مع أسقف الجملون من لحاء شجرالبتولا وجدران خشبية، بينما عاش التيليت وعدد قليل من سكان الألتاي الشماليين في منازل مخروطية الشكل مصنوعة من المجاثم أو اللحاء. ومع نزوح الروس بالقرب من موطن الألتاي، كانت هناك زيادة في بناء الأكواخ الكبيرة مع اثنين إلى أربعة أسقف منحدرة نتيجة للتأثير الروسي على عملية البناء. 
وعلى الرغم من التغييرات الاجتماعية والسياسية العديدة التي مر بها شعب الألتاي، إلا أنه لا تزال العديد من العائلات الحديثة والمستقرة تحرص على وجود الخيم التقليدية في فناءات منازلهم الخارجية.وعادة ما تستخدم هذه الخيام كمطبخ صيفي أو غرفة إضافية.

### اللباس
يوجد تشابه كبير بين الملابس التقليدية للرجال والنساء في جنوب ألتاي مع وجود اختلافات طفيفة بين الاثنين. حيث تتألف الملابس في الغالب من قمصان طويلة ذات سراويل واسعة وأردية وأكمام. وغالبًا ما تضمنت الملابس الأخرى قبعات الفراء والأحذية الطويلة ومعاطف جلد الغنم. وارتدى سكان ألتا الشماليين وبعض التليوت تقليديا سراويل قصيرة وقمصان كتان وأردية شرقية أحادية الصدر. عولى الرغم من حقيقة أن معظم الالتاي اليوم يرتدون ملابس حديثة، إلا أن الملابس التقليدية لا تزال قيد الاستخدام. 

### الأكلات
يتكون المطبخ الألتي من حساء لحم الحصان أو لحم الضأن. وأطباق أخرى والتي تحتوي على غوفر، غرير، مارتموت، حليب مخمّر، قشدة (من الحليب المسلوق)، بودنغ الدم، زبدة، دقيق الشعير المقلي، وبعض من الخضار أيضا تعد من الأطعمة الأساسية في المطبخ الألتي.بالإضافة إلى المشروبات المشهورة مثل أريكي (فودكا الحليب). 

## الديانة

### التاريخ
الشامانية الألتية التقليدية غنية بالأساطير والكائنات الخارقة للطبيعة. إذ تضمنت الآلهة الشعبية مثل ييرليك إله العالم السفلي وأوروت خان، وهو شخصية تمتاز بالبطولة والحكمة ومزيج مركب مأخوذ من خانات زنجاريان التاريخية (أويرات) والأبطال الأسطوريين القدامى. ومع ذلك، مع العديد من الهجرات والتغييرات الاستيطانية ووجود الروس واتحادهم النهائي مع الإمبراطورية الروسية، واجه الألتاي ثلاث ديانات عالمية: الإسلام والبوذية والمسيحية. في البداية، كان الألتاي مسالمين وفي بعض الأحيان كانوا معاديين لهذه الأديان وانتشارها.و في عام 1829، تأسست بعثة أرثوذكسية في المنطقة (جمهورية ألتاي الحديثة) كجزء من كونها محمية للإمبراطورية الروسية.  غالبًا ما كان المبشرون الأرثوذكس يصادرون الأراضي من شعب الألتاي الذين رفضوا اعتناق المسيحية. وتم تحويل شعب الألتاي الآخرين بالقوة إلى المسيحية. وحاول المبشرون البوذيون المنغوليون نشر الإيمان بين الألتاي خلال القرن التاسع عشر. كما شجع المبشرون البوذيون الألتا على الاتحاد معًا ضد الروس. ومع ذلك، تم قمع أنشطتهم ووعظهم من قبل الحكومة الروسية والمبشرين المسيحيين. ولكن تمكنت الديانة البوذية إحراز تقدمًا ضئيلًا بين الألتاي، لكن العديد من الأفكار والمبادئ البوذية دخلت في الفكر الروحي الألتا.
كانت البعثة ومبشروها في البداية حساسين ثقافياً ومتسامحين مع الألتاي وعاداتهم. ومع ذلك، أدى صعود القومية الروسية خلال أواخر القرن التاسع عشر إلى إضفاء الطابع الروسي على المسيحية الأرثوذكسية، كما تبنى رجال الدين الروس في سيبيريا هذه الأيديولوجية أيضا. وأدى هذا إلى خلق وجهات نظرعدائية لسكان سيبيريا الأصليين (بما في ذلك الألتاي) وثقافتهم. مما أدى إلى رفض العديد من الألتاي للمسيحية الذين اعتبروها ديانة روسية أجنبية. ومع ذلك، استمر الحكم الروسي في النمو بشكل صارم على الصعيدين السياسي والديني. أ
وفي حوالي عام 1904، كانت نشأة البورخانية بين شعب الألتاي قيد التنفيذ. والبورخانية هي ديانة توحيدية سميت على اسم ايه كيه بورخان، وهو إله يعتقد أتباعه ويعترفوا به على أنه الإله الوحيد. وعارضت البورخانية كل من الروس والشامان التقليديين. حيث كان العداء تجاه الشامان كبيرًا لدرجة أن الشامان اضطروا إلى طلب الحماية من السلطات الروسية. كما أدى صعود البلاشفة في الربع الأول من القرن العشرين إلى قمع وحشي لجميع الأديان بما في ذلك الأديان في منطقة الألتاي. وعلى مدى العقود القليلة التالية، اختفت معظم الأديان بشكل أساسي مع بقاء المعتقدات الشامانية والشركية القديمة فقط كناجية من الفوضى العارمة. ويعتقد أن السبب يكمن في أن المعتقدات الدينية القديمة يسهل نقلها شفهياً من جيل إلى آخر. ومن المحتمل أيضًا أنه لم تنج أي نصوص بورخانية من القمع وأن المصادر الرئيسية لمعتقدات الدين تأتي من المبشرين والرحالة والعلماء الروس. 

### الروحانية الحديثة
في الآونة الأخيرة، شهدت البورخانية والشامانية انتعاشًا في منطقة الألتاي والتي تحظى بشعبية خاصة بين الشباب. وفي الوقت الحاضر، غالبية الكومانديين والتوبلار والتيليوت والتشيلكان هم من الأرثوذكس الروس على الرغم من وجود أقلية كبيرة تمارس الشامانية. تمارس الديانة الشامانية من قبل العديد من التيلينجديين على الرغم من وجود قدر كبير منهم يعترف أيضًا بالمسيحية الأرثوذكسية. البورخانية هي الدين الرئيسي لألتاي كيجي ولكن يوجد عدد كبير من المسيحيين الأرثوذكس.  ويعتنق عدد قليل من الألتاي أيضًا الإسلام السني والبوذية التبتية.  

## وصلات خارجية
- NUPI - الملف الشخصي لمركز الدراسات الروسية
- أسطورة التاي